# Judô nos Jogos Olímpicos de Verão de 2012 - Até 70 kg feminino
A categoria até 70 kg feminino do judô nos Jogos Olímpicos de Verão de 2012 foi disputada no dia 1 de agosto no ExCeL, em Londres.

## Formato da competição
A competição é em sistema de eliminatória simples que determina os finalistas que disputam a medalha de ouro. Os derrotados nas quartas de final competem em dois torneios de repescagem. Os vencedores deste torneio enfrentam os perdedores da semifinal na disputa por duas medalha de bronze. Em caso de empate, a luta tem uma prorrogação de três minutos, e vence aquele conseguir a primeira pontuação.

## Calendário
Horário local (UTC+1).
| Dia         | Horário          | Fase                             |
| ----------- | ---------------- | -------------------------------- |
| 1 de agosto | 9:30 14:00 16:10 | Qualificatórias Semifinais Final |

## Medalhistas
| Ouro   | FRA Lucie Décosse               |
| Prata  | GER Kerstin Thiele              |
| Bronze | COL Yuri Alvear NED Edith Bosch |

## Resultados

### Chave A
|  | Primeira rodada   | Primeira rodada   | Primeira rodada |  |  | Oitavas de final    | Oitavas de final    | Oitavas de final |      |                   | Quartas de final  | Quartas de final | Quartas de final |
|  |                   |                   |                 |  |  |                     |                     |                  |      |                   |                   |                  |                  |
|  |                   |                   |                 |  |  |                     |                     |                  |      |                   |                   |                  |                  |
|  |                   |                   |                 |  |  | FRA Lucie Décosse   | FRA Lucie Décosse   | 1001             |      |                   |                   |                  |                  |
|  |                   |                   |                 |  |  | CAN Kelita Zupancic | CAN Kelita Zupancic | 0001             |      |                   |                   |                  |                  |
|  |                   |                   |                 |  |  |                     |                     |                  |      | FRA Lucie Décosse | FRA Lucie Décosse | 1000             |                  |
|  | BRA Maria Portela | BRA Maria Portela | 0000            |  |  |                     | COL Yuri Alvear     | COL Yuri Alvear  | 0000 |                   |                   |                  |                  |
|  | COL Yuri Alvear   | COL Yuri Alvear   | 1100            |  |  | COL Yuri Alvear     | COL Yuri Alvear     | 0100             |      |                   |                   |                  |                  |
|  |                   |                   |                 |  |  | ANG Antónia Moreira | ANG Antónia Moreira | 0001             |      |                   |                   |                  |                  |
|  |                   |                   |                 |  |  |                     |                     |                  |      |                   |                   |                  |                  |
|  |                   |                   |                 |  |  |                     |                     |                  |      |                   |                   |                  |                  |
|  |                   |                   |                 |  |  |                     |                     |                  |      |                   |                   |                  |                  |

### Chave B
|  | Primeira rodada    | Primeira rodada    | Primeira rodada |  |  | Oitavas de final   | Oitavas de final   | Oitavas de final |      |                | Quartas de final | Quartas de final | Quartas de final |
|  |                    |                    |                 |  |  |                    |                    |                  |      |                |                  |                  |                  |
|  |                    |                    |                 |  |  |                    |                    |                  |      |                |                  |                  |                  |
|  |                    |                    |                 |  |  | SLO Raša Sraka     | SLO Raša Sraka     | 1102             |      |                |                  |                  |                  |
|  | UKR Nataliya Smal  | UKR Nataliya Smal  | 0101            |  |  | ESP Cecilia Blanco | ESP Cecilia Blanco | 0001             |      |                |                  |                  |                  |
|  | ESP Cecilia Blanco | ESP Cecilia Blanco | 0110            |  |  |                    |                    |                  |      | SLO Raša Sraka | SLO Raša Sraka   | 0002             |                  |
|  | KOR Hwang Ye-sul   | KOR Hwang Ye-sul   | 0102            |  |  |                    | KOR Hwang Ye-sul   | KOR Hwang Ye-sul | 1000 |                |                  |                  |                  |
|  | ITA Erica Barbieri | ITA Erica Barbieri | 0001            |  |  | KOR Hwang Ye-sul   | KOR Hwang Ye-sul   | 0011             |      |                |                  |                  |                  |
|  |                    |                    |                 |  |  | SUI Juliane Robra  | SUI Juliane Robra  | 0002             |      |                |                  |                  |                  |
|  |                    |                    |                 |  |  |                    |                    |                  |      |                |                  |                  |                  |
|  |                    |                    |                 |  |  |                    |                    |                  |      |                |                  |                  |                  |
|  |                    |                    |                 |  |  |                    |                    |                  |      |                |                  |                  |                  |

### Chave C
|  | Primeira rodada        | Primeira rodada        | Primeira rodada |  |  | Oitavas de final   | Oitavas de final   | Oitavas de final   |      |                 | Quartas de final | Quartas de final | Quartas de final |
|  |                        |                        |                 |  |  |                    |                    |                    |      |                 |                  |                  |                  |
|  |                        |                        |                 |  |  |                    |                    |                    |      |                 |                  |                  |                  |
|  |                        |                        |                 |  |  | NED Edith Bosch    | NED Edith Bosch    | 0010               |      |                 |                  |                  |                  |
|  | GBR Sally Conway       | GBR Sally Conway       | 1110            |  |  | GBR Sally Conway   | GBR Sally Conway   | 0001               |      |                 |                  |                  |                  |
|  | CHA Carine Ngarlemdana | CHA Carine Ngarlemdana | 0002            |  |  |                    |                    |                    |      | NED Edith Bosch | NED Edith Bosch  | 0000             |                  |
|  |                        |                        |                 |  |  |                    | GER Kerstin Thiele | GER Kerstin Thiele | 0101 |                 |                  |                  |                  |
|  |                        |                        |                 |  |  | HUN Anett Mészáros | HUN Anett Mészáros | 0001               |      |                 |                  |                  |                  |
|  | GER Kerstin Thiele     | GER Kerstin Thiele     | 0010            |  |  | GER Kerstin Thiele | GER Kerstin Thiele | 0001               |      |                 |                  |                  |                  |
|  | NZL Moira de Villiers  | NZL Moira de Villiers  | 0001            |  |  |                    |                    |                    |      |                 |                  |                  |                  |
|  |                        |                        |                 |  |  |                    |                    |                    |      |                 |                  |                  |                  |
|  |                        |                        |                 |  |  |                    |                    |                    |      |                 |                  |                  |                  |

### Chave D
|  | Primeira rodada    | Primeira rodada    | Primeira rodada |  |  | Oitavas de final     | Oitavas de final     | Oitavas de final |      |                      | Quartas de final     | Quartas de final | Quartas de final |
|  |                    |                    |                 |  |  |                      |                      |                  |      |                      |                      |                  |                  |
|  |                    |                    |                 |  |  |                      |                      |                  |      |                      |                      |                  |                  |
|  |                    |                    |                 |  |  | JPN Haruka Tachimoto | JPN Haruka Tachimoto | 0001             |      |                      |                      |                  |                  |
|  |                    |                    |                 |  |  | CUB Onix Cortés      | CUB Onix Cortés      | 0001             |      |                      |                      |                  |                  |
|  |                    |                    |                 |  |  |                      |                      |                  |      | JPN Haruka Tachimoto | JPN Haruka Tachimoto | 0020             |                  |
|  | CHN Chen Fei       | CHN Chen Fei       | 1001            |  |  |                      | CHN Chen Fei         | CHN Chen Fei     | 0020 |                      |                      |                  |                  |
|  | POL Katarzyna Kłys | POL Katarzyna Kłys | 0000            |  |  | CHN Chen Fei         | CHN Chen Fei         | 1000             |      |                      |                      |                  |                  |
|  |                    |                    |                 |  |  | TUN Houda Miled      | TUN Houda Miled      | 0001             |      |                      |                      |                  |                  |
|  |                    |                    |                 |  |  |                      |                      |                  |      |                      |                      |                  |                  |
|  |                    |                    |                 |  |  |                      |                      |                  |      |                      |                      |                  |                  |
|  |                    |                    |                 |  |  |                      |                      |                  |      |                      |                      |                  |                  |

### Repescagem
|  | Primeira rodada | Primeira rodada | Primeira rodada |  |  | Disputa do bronze | Disputa do bronze | Disputa do bronze |
|  |                 |                 |                 |  |  |                   |                   |                   |
|  | COL Yuri Alvear | COL Yuri Alvear | 1000            |  |  |                   |                   |                   |
|  | SLO Raša Sraka  | SLO Raša Sraka  | 0001            |  |  | COL Yuri Alvear   | COL Yuri Alvear   | 0011              |
|  |                 |                 |                 |  |  | CHN Chen Fei      | CHN Chen Fei      | 0001              |
|  |                 |                 |                 |  |  |                   |                   |                   |
|  |                 |                 |                 |  |  |                   |                   |                   |
|  |                 |                 |                 |  |  |                   |                   |                   |
|  |                 |                 |                 |  |  |                   |                   |                   |

|  | Primeira rodada      | Primeira rodada      | Primeira rodada |  |  | Disputa do bronze | Disputa do bronze | Disputa do bronze |
|  |                      |                      |                 |  |  |                   |                   |                   |
|  | NED Edith Bosch      | NED Edith Bosch      | 0011            |  |  |                   |                   |                   |
|  | JPN Haruka Tachimoto | JPN Haruka Tachimoto | 0002            |  |  | NED Edith Bosch   | NED Edith Bosch   | 0011              |
|  |                      |                      |                 |  |  | KOR Hwang Ye-Sul  | KOR Hwang Ye-Sul  | 0011              |
|  |                      |                      |                 |  |  |                   |                   |                   |
|  |                      |                      |                 |  |  |                   |                   |                   |
|  |                      |                      |                 |  |  |                   |                   |                   |
|  |                      |                      |                 |  |  |                   |                   |                   |

### Finais
|  | Semifinais         | Semifinais         |      |  | Final             | Final |  |
|  |                    |                    |      |  |                   |       |  |
|  |                    |                    |      |  |                   |       |  |
|  | FRA Lucie Décosse  | 0001               |      |  |                   |       |  |
|  | KOR Hwang Ye-sul   | 0000               |      |  |                   |       |  |
|  |                    |                    |      |  |                   |       |  |
|  |                    |                    |      |  |                   |       |  |
|  |                    |                    |      |  | FRA Lucie Décosse | 0120  |  |
|  |                    | GER Kerstin Thiele | 0000 |  |                   |       |  |
|  |                    |                    |      |  |                   |       |  |
|  |                    |                    |      |  |                   |       |  |
|  |                    |                    |      |  |                   |       |  |
|  |                    |                    |      |  |                   |       |  |
|  | GER Kerstin Thiele | 0001               |      |  |                   |       |  |
|  | CHN Chen Fei       | 0000               |      |  |                   |       |  |